# 熊澤秀道
熊澤 秀道（くまざわ ひでみち、1992年〈平成4年〉12月1日 - ）は、日本の実業家・著作家（書籍）。神奈川県平塚市出身。ホリエモンAI学校の取締役CTO。

## 経歴
2015年に大学卒業後、アプリ開発受託会社に入社。2017年にはレジュプレス株式会社（現コインチェック株式会社）にモバイルアプリ開発の一人目社員として入社。2019年にいちから株式会社(現ANYCOLOR株式会社)に新規事業開発のメンバーとして入社し、アイドルグループを立ち上げる。
2020年には荒木賢二郎と共にテレワーク・テクノロジーズ株式会社を共同創業し、最高技術責任者（CTO）としてテレワーク関連事業を推進。2021年以降はANYCOLOR株式会社を退職し、堀江貴文との共同により、生成AI・ChatGPTを活用した研修・コンサル事業「パイソンメイカー」「タノメル」「ホリエモンAI学校」を展開。ChatGPTを用いた業務改善を目的とした研修プログラムは、人材不足に悩む地方企業などの関心を集めている。
著書『ChatGPTと学ぶPython入門 「Python×AI」で誰でも最速でプログラミングを習得できる！』では、Amazonランキングのプログラミング入門書部門で第一位を獲得、2024年8月13日には累計発行部数1万部を突破。技術監修を務めた『堀江貴文のChatGPT大全』は、2023年8月の発売直後から全国の大手書店で売上ランキング1位を獲得した。
2024年4月23日には堀江貴文のXで公開されたAIアバター「ホリエモンAI」、2024年5月2日には田端信太郎のAIアバター「AIタバター」を制作・公開。

## 著書

### 著書
1. 熊澤秀道『ChatGPTと学ぶPython入門 「Python×AI」で誰でも最速でプログラミングを習得できる！』翔泳社、2023年11月22日。ASIN B0CJTJ77B3。ISBN 4798182230。

### 監修・制作協力
1. 堀江貴文、荒木賢二郎『堀江貴文のChatGPT大全』幻冬舎、2023年8月1日。ASIN B0CB5L3ZKD。ISBN 4344041593。[13]
2. 大﨑 顕一、水口 瑛介『はじめてでもここまでできる　Stable Diffusion画像生成［本格］活用ガイド』技術評論社、2024年3月23日。ASIN B0CY1CT3MQ。ISBN 4297140837。[14]

## メディア出演

### ラジオ
- ホリエモンAI学校 presents 堀江貴文Special Program ホリスペ！（2024年4月18日、CROSSFM）[15]

### 配信
- M-1決勝前に最高峰が集結！第3回M-1ナメてるGP!!日村がゆく#78（2019年10月9日、AbemaTV） - シャーリーテンプル(熊澤秀道)[16]